# Joaquín Cortés
Joaquín Cortés Reyes, más conocido como Joaquín Cortés (Córdoba, 22 de febrero de 1969) es un bailaor, coreógrafo y productor español.

## Biografía

### Primeros años
Nace en Córdoba en 1969, en el seno de una familia gitana. Muy pronto se traslada a vivir a Madrid, donde, con doce años, comienza sus estudios en la danza. A los catorce años de edad es admitido como miembro del Ballet Nacional de España.
Joaquín Cortés viajó con esta compañía por muchas ciudades del mundo, bailando en teatros importantes como el Metropolitan Opera House de Nueva York y el Palacio de Congresos del Kremlin de Moscú. A los dieciséis años asciende a la categoría de solista y durante los próximos tres años actuará como primer bailarín. Con esta compañía viajará por todo el mundo.
En 1988 con 19 años decide dejar el Ballet Nacional de España, es entonces cuando es invitado a participar en la gala Géants de danse en el Teatro Champs Elysées de París, Francia, junto a figuras de la danza tales como Maya Plisétskaya, Sylvie Guillem o Peter Schmalfuss. 
En esta época creó la coreografía de la ópera Carmen para la Arena de Verona, Italia. También participó en el Festival Flamenco de Verano de Tokio, Japón o las galas del Lincoln Center de Nueva York, Estados Unidos. Decide fundar su propia compañía: Joaquín Cortés Ballet Flamenco.

### Debut:Cibayí
En 1992 crea su primera obra Cibayí y con ella debuta en el Teatro Champs Elysées de París. En esta obra Cortés interpreta dos solos: una soleá por bulerías y una farruca. Cibayí supone la consagración popular del artista.
En su presentación en el Teatro Albéniz se colgó el cartel de «no hay localidades» durante doce días. Luego, estuvo en diversos lugares como: el Festival de la Guitarra de Córdoba, el Teatro de la Zarzuela, actuó también en Rusia en dos santuarios de la danza, el Teatro Bolshói de Moscú y el Teatro Kirov de San Petersburgo, continuó con su éxito en Francia, Italia, Japón, Venezuela y Estados Unidos, inaugurando los que después serían circuitos habituales de su compañía. 
En ese mismo año realiza varias coreografías del grupo español Mecano, aparece en el videoclip Una rosa es una rosa para el Aidalai Tour, bailando en pareja con la cantante Ana Torroja.
En 1993 es nombrado español universal en Miami.

### Pasión gitana
En 1995, crea su segunda obra: Pasión gitana, estrenado ese año en el Teatro Albéniz de Madrid. El diseño de vestuario de dicha obra se debió a su amigo el diseñador Giorgio Armani. En sus cuatro años de gira recorre más de cuarenta países y es visto por más de un millón y medio de personas, destacando actuaciones como las del Festival de Spoleto, el Radio City Music Hall de Nueva York, el Universal Amphiteatre de Los Ángeles, el Poliedro de Caracas, el Tokyo Forum, el Royal Albert Hall de Londres y en la playa de Ipanema de Río de Janeiro.
En 1995 realiza su primer spot publicitario como imagen del Seat Ibiza Passion. Más tarde debuta en el cine con la película La flor de mi secreto dirigida por el aclamado director Pedro Almodóvar, en donde también creó una coreografía con la bailaora Manuela Vargas acompañados de la música de Miles Davis. En el mismo año repite experiencia con otro largometraje: Flamenco dirigida por Carlos Saura.
En 1996 se le pidió a Joaquín Cortés que llevase su obra Pasión gitana a la gala Special Red Cross Show en el Royal Albert Hall en Londres.[cita requerida]
Durante esta gira visita lugares tan dispares como Canadá, Australia, Corea del Sur, Japón, China, Rusia, Turquía, Líbano, Emiratos Árabes Unidos, Brasil, México e Islandia.
En 1997, grabó su primer CD: Gypsy Passion Band, con los temas de esta última obra, en el que él mismo participaba en la percusión. Este grupo se presentó con un concierto en el Festival de Jazz de Montreux, Suiza. En este mismo año realiza una colaboración junto al tenor Luciano Pavarotti para recaudar fondos para el Festival de Spoleto, en el que el precio de las entradas rondaron entre las 200 000 y 500 000 liras. Gracias a este concierto benéfico el Festival de Spoleto pudo continuar en el tiempo.[cita requerida]
En 1998 es invitado a presentar su obra en la Expo '98 de Lisboa.[cita requerida] Con todo esto la obra de Pasión gitana se convierte en la obra española más vista en el mundo.[cita requerida]

### 1999-2009
En enero de 1999 se traslada a Nueva York, en donde entra en contacto con otras tendencias del mundo de la danza y la música. Estudia danza contemporánea. Allí inicia su colaboración con la coreógrafa Debbie Allen, con quien participa en la ceremonia de los 71.º Premios Oscar en el Dorothy Chandler Pavilion de Los Ángeles. 
Este año es elegido como imagen publicitaria del cava Rondel de Codorniu para Alemania. Spot publicitario dirigido por el premiado director Andrew Douglas.
En abril de este mismo año crea en España la Fundación Gitana Joaquín Cortés para la difusión, divulgación, promoción y desarrollo de la cultura y el arte gitanos. En agosto, encarna a Hércules en la ceremonia inaugural de los VII Mundiales de Atletismo. Le presentan como el fundador mítico e inmortal de la ciudad de Sevilla, que viene a coronar con ramas de olivo a los vencedores de estos juegos. Su interpretación del personaje de Hércules cierra la gala retransmitida por televisión para todo el mundo.[cita requerida]
Durante este año es elegido como imagen de la campaña publicitaria de la firma de medias italianas Pompea. A finales de año Joaquín Cortés realizó una gala especial en Roma debido al cambio de moneda de la lira al euro; el show se realizó en la puertas del Coliseo Romano, siendo citados en dicha gala diversas personalidades italianas.
El 14 de octubre estrena en el Teatro Tívoli de Barcelona su tercera obra, Soul. El «alma» gitana de Joaquín Cortés es reconocida mundialmente. Visita ciudades tan diversas como Londres, Pekín, Shanghái, Hong Kong, Milán, Roma, Tokio, Osaka, Hannover en la Expo 2000, o Beirut en Beittedine Festival.
En enero de 2000 inicia el rodaje de la película Gitano, escrita por Arturo Pérez-Reverte. Es su primer papel como protagonista, actuando junto a la modelo Laetitia Casta y actores Pilar Bardem y Juan Diego.[cita requerida]
En febrero de 2001, abre el festival Viña del Mar de Chile. Tras cuarenta y dos ediciones, por primera vez en la historia un bailarín participa en el festival de música más importante de Latinoamérica.[cita requerida]
El 7 de marzo de 2001, presenta su nuevo espectáculo y cuarta obra: Live en el Royal Albert Hall de Londres. Cuando Sevilla, cuna del flamenco, acoge Live, el Teatro de la Maestranza se llena por completo. Al día siguiente, las críticas superan todas las expectativas. El año se cierra con un mes de actuaciones en Madrid, en donde el Teatro Nuevo Apolo cuelga el cartel de «no hay billetes» en todas las representaciones.[cita requerida]
En septiembre de este año la cantante puertorriqueña del pop Jennifer Lopez realizó el primer concierto de su carrera en vivo en Puerto Rico, para el cual quiso que el bailarín Joaquín Cortés coreografiara y bailara junto a ella.[cita requerida]
En este año se le pide de nuevo al artista que lleve su obra Live a la gala Special Red Croos Show en Basilea. 
En 2002 regresa al Royal Albert Hall de Londres, y sin apenas descanso continúa por toda Europa. Para concluir el año el 11 de diciembre de 2002, Joaquín Cortes es invitado para actuar en el tradicional concierto que se celebra en el Oslo Spektrum con motivo de la entrega del Premio Nobel de la Paz, que sería otorgado al expresidente estadounidense Jimmy Carter. El concierto de la gala es presentado por Anthony Hopkins y Jessica Lange que estaban a cargo de la introducción de artistas como Laura Pausini, Carlos Santana, Willie Nelson, Josh Groban, Angelique Kidjo, Jessye Norman, Sissel Kyrkjebø, Michelle Branch, Mari Boine y Suede, a la que también asistieron la familia real noruega.
En este año actuó en la gala Premios Grammy de 2002 en el estadio Staples Center de Los Ángeles, en la que realiza una colaboración con la gran triunfadora de esta edición la cantante Alicia Keys en el tema «Fallin'».
Durante el 2003 Joaquín Cortés continúa con su gira internacional recorriendo veinte países. En septiembre de 2003, en Roma protagoniza el largometraje Vainilla y chocolate junto a la actriz Maria Grazia Cucinotta y el director italiano Ciro Ippolito. 
El 15 de marzo de 2004 estrena en el Teatro Diners della Luna de Milán su quinta obra: De amor y odio, una obra producida dirigida y coreografiada por él mismo. Es un espectáculo de concepción contemporánea que habla de guerra, de hambre, de violencia, pero sobre todo profundiza en el amor. Visita países como: Italia, Bélgica, Alemania, Austria, España.
Paralelamente Joaquín Cortés continúa con su obra Live, la cual sigue cosechando éxitos, por lo que se ve obligado a simultanear ambos espectáculos. 
Participa asimismo en la Fashion Rocks for the Prince’s Trust celebrada en el Royal Albert Hall en Londres de la mano del diseñador John Galliano. El artista actúa en presencia del príncipe de Gales.
A finales de mayo vuelve al Royal Albert Hall en Londres y más tarde actúa en Múnich durante una semana. En verano realizó una gira de un mes de duración por toda Italia. En el mes de noviembre estuvo igualmente de gira por Sudamérica y Centroamérica. Finaliza el año con Portugal y Rumania. 
El 15 de septiembre de 2004 fue invitado a participar en la Gala de celebración Hispánica, siendo el primer español en realizar una actuación en la Casa Blanca[cita requerida] junto a todos los presidentes hispanoamericanos y el expresidente George W. Bush.
Durante este año es elegido como imagen de la empresa italiana TIM (Telecome Italia Mobile). Y en diciembre del 2004, se convierte en la imagen de la campaña publicitaria de la firma de ropa deportiva italiana Freddy.[cita requerida]
El 3 de mayo de 2005 estrena su sexta obra, Mi soledad, en el Auditorio Nacional de México, continuando desde aquí con una gira a nivel mundial. En agosto de este año fue invitado para actuar en la Expo Universal Aichi de Japón 2005.
Como el vestuario de la obra fue creado por el diseñador Jean-Paul Gaultier, en marzo de 2006 llevó Mi soledad a Europa comenzando en París, en donde se presentó en la maison del propio diseñador. Fue una de las obras más representativas del artista, recorriendo más de treinta países por todo el mundo.
Durante este año el nombre de Joaquín Cortés pasa a ser una firma mundial. El artista crea su propia marca y se comienza con la comercialización de sus perfumes para hombre y mujer: Yekipe, 24K y Night Show.
Durante el año 2006 siguiendo con su gira fue elegido imagen de diferentes marcas como Chopard, IWC, La Veuve Clicquot y Samsonite a nivel mundial. También colaboró con la Fundación Rava en diversas actuaciones como la del teatro La Fenice de Venecia para la construcción de un hospital para niños en Haití.[cita requerida]
En noviembre de 2006 fue nombrado embajador del pueblo romaní por el Parlamento Europeo. Fue invitado a Bruselas, donde tuvo una entrevista con los presidentes Barroso y Borrell. Allí se dirigió a todos los diputados europeos en un discurso expresando su sentir por el pueblo gitano.[cita requerida]
El año 2007 continúa con la gira de su obra Mi soledad en el Kremlin de Moscú. Actúa durante tres semanas seguidas en la Gran Vía de Madrid, cediendo una parte de la recaudación a la Fundación Gitana Joaquín Cortés para destinarla a proyectos benéficos por la integración del pueblo romaní.
En julio de 2007, actuó en la gala Las nuevas siete maravillas del mundo celebrada en el Estadio de la luz de Lisboa, adonde acudieron distintas personalidades internacionales, como el actor británico Ben Kingsley, la actriz india Aishwarya Rai y la ganadora de dos Oscar, Hilary Swank. También asistieron el astronauta Neil Armstrong, el futbolista portugués Cristiano Ronaldo, el exdirector español de la Unesco Federico Mayor Zaragoza, y la cantante Jennifer Lopez.[cita requerida]
Durante el 2008 continuó visitando diferentes países como Rumanía, Bulgaria, Grecia, Portugal e Italia finalizando en España. En este año realiza la campaña de publicidad de la marca de maletas italiana Carpisa.
En febrero de 2009 organiza dos noches con su compañía en la Roundhouse de Londres, en Camden, como preparatorio para una nueva gira mundial.

### Calé
El 14 de mayo de 2009 estrenó en el Beacon Theatre de Nueva York su séptima obra: Calé [Gitano] con la que obtuvo una gran repercusión, la obra fue una fusión de los mejores momentos de todas sus creaciones anteriores y dedicada a su madre, con esta obra viajó a México, España, Grecia y Emiratos Árabes Unidos entre otros. En septiembre de 2009 actuó en el Estadio Panathinaikó de Atenas construido en el siglo iv a. C., primer estadio olímpico de la historia.[cita requerida] En este mismo año el artista recibió el Premio Lunas en el Auditorio Nacional de Ciudad de México por su obra Calé como el mejor espectáculo alternativo del año 2009. 
Continuó con su gira Calé durante todo el 2010 por medio mundo. Es a principios de este año cuando el Gobierno de España le concede la Medalla de Oro al mérito en las Bellas Artes entregada por el príncipe de Asturias como reconocimiento por sus veinticinco años de carrera.
Y en este mismo año es cuando el artista es nombrado embajador por el cambio climático por el vicepresidente de los Estados Unidos Al Gore. En el mes de julio el artista volvió a recibir de nuevo el Premio Lunas en el Auditorio Nacional de Ciudad de México por su obra Calé como el mejor espectáculo tradicional del año 2010.
El 15 de septiembre de 2011 el artista es invitado para actuar en la vigésima quinta ceremonia de los Premios Herencia Hispana (HHAS) en el Centro John F. Kennedy para las Artes Escénicas de Washington D. C. con asistencia de la primera dama Michelle Obama. El 12 de noviembre de este año Joaquín Cortés vuelve a visitar a su público de los Estados Unidos representando su obra en el Teatro L. Knight Center de Miami.
En 2012 continua con la gira de su obra Calé representándola por diversas ciudades como: Madrid, Córdoba, Málaga, Barcelona, Monterrey, Guadalajara, Querétaro, Guanajuato, Puebla, Ciudad de México, Buenos Aires, Santiago de Chile, Lima, Caracas, Bogotá, Oporto, Lisboa, Moscú, San Petersburgo, Batumi, Tiflis y Estambul, recorriendo una veintena de países a lo largo del 2012. 
El 9 de noviembre recibe las llaves de la ciudad de Miami a manos del alcalde Regalado. El mismo día la alcaldesa de Miami Beach otorgó el día 9 de noviembre como el Día de Joaquín Cortés. En septiembre de este año es requerido por la cantante georgiana Sopho Nizharadze para realizar un videoclip para uno de sus últimos singles en el cual además de la presencia del artista como protagonista del mismo se le pidió que creara las coreografías del mismo.[cita requerida]

### 2013 en adelante
Durante las Navidades del 2012 y principios del 2013 Joaquín Cortés realiza en la ciudad de Madrid un espectáculo nuevo llamado Dicen de mí, una obra intimista en el que el artista quiere regresar a sus orígenes, a sus raíces más flamencas, acompañado de 18 músicos y tres bailadoras. 
En mayo de 2013 es invitado a la gala de los premios Billboard Latin Music Awards Winners y la Latin Songwriters Hall of Fame, ambas galas realizadas en Miami. El 2 de noviembre de 2013 se presenta en el Theater Fillmore (Jackie Gleason Theater) Miami Beach como la estrella invitada para colaborar en dar repercusión a otros artistas españoles. 
A finales de este año empieza a crear su obra Gitano que se estrena en marzo del 2014 en el Teatro Tívoli de Barcelona. Con esta obra comienza una gira por España hasta septiembre del 2014. Inmediatamente es solicitado para participar como jurado en el primer talent show creado por Raffaella Carrà para la cadena de televisión pública italiana Rai 1 llamado: Forte, forte, forte. En este nuevo programa de televisión Joaquín Cortés participa como jurado junto a Raffaella Carrà, la actriz Asia Argento y el diseñador de moda Philipp Plein. Todos ellos en busca del nuevo showman y showgirl de la televisión italiana. Paralelamente es solicitado para trabajar en otro talent show de la televisión portuguesa SIC en busca del mejor bailarín del país en el programa Achas que sabes dançar, que es la versión portuguesa del reality show So You Think You Can Dance, junto a la actriz portuguesa Rita Blanco y el coreógrafo Marco da Silva.
Durante finales del 2014 y principios del 2015 Joaquín Cortés se encuentra viajando de Roma a Lisboa hasta abril de 2015 que es cuando comienza una nueva gira de su obra Gitano por toda Europa del Este, visitando Bucarest, Moscú, San Petersburgo o lugares tan remotos como Almatý entre otros.
En el 2017 estrena el espectáculo Esencia en el Teatro Tívoli de Barcelona. En este espectáculo el bailarín  fusiona flamenco con salsa y jazz. La música es original y compuesta por el propio Joaquín Cortés y por los hermanos Carbonell.
En 2021 se convirtió en el ganador de la segunda edición de Mask Singer: Adivina quién canta, como Erizo.

## Reconocimientos
En octubre de 1999, la Unesco nombró a Joaquín Cortés Artista por la Paz por su extraordinaria contribución a la preservación y promoción del patrimonio folclórico y artístico del pueblo gitano y por su compromiso hacia los desfavorecidos y por la promoción de los valores de la igualdad, la tolerancia y la solidaridad entre los pueblos. La Unesco también nombró en 2009 su legado artístico como Patrimonio inmaterial de la humanidad, años antes incluso de que este nombramiento se le fuese otorgado al propio arte flamenco. 

## Legado
El director de videojuegos japonés Hideo Kojima se basó en su imagen para crear a Vamp, un personaje de la saga Metal Gear Solid.

## Filmografía
- La flor de mi secreto, dirigida por Pedro Almodóvar en el año 1995
- Flamenco, dirigida por Carlos Saura en el año 1995
- Gitano, escrita por Arturo Pérez Reverte en el año 2000
- Vaniglia e cioccolato, dirigida por Ciro Ippolito en el año 2003